# Dumisa Ngobe
Vincent Dumisa Ngobe (ur. 5 marca 1973 w Witbank) – południowoafrykański piłkarz grający na pozycji pomocnika. W reprezentacji Republiki Południowej Afryki rozegrał 32 mecze i strzelił 2 gole.

## Kariera klubowa
Karierę piłkarską Ngobe rozpoczął w klubie Kaizer Chiefs. W 1996 roku zadebiutował w jego barwach w pierwszej lidze południowoafrykańskiej. Następnie w 1997 roku odszedł do Orlando Pirates, w którym spędził kolejne 2 lata.
W 1999 roku Ngobe został piłkarzem tureckiego Gençlerbirliği SK. Zadebiutował w nim 7 sierpnia 1999 w wygranym 1:0 domowym meczu z Beşiktaşem JK. W Gençlerbirliği grał przez pół roku i 2000 roku odszedł do innego klubu z Ankary, MKE Ankaragücü, w którym swój debiut zanotował 20 lutego 2000 w meczu z Antalyasporem (0:0). W Turcji grał do końca sezonu 2000/2001.
Latem 2001 Ngobe wrócił do RPA, do Orlando Pirates. Po roku gry tam przeszedł do City Sharks. Następnie co pół roku zmieniał klub. Jesienią 2003 grał w tureckim Akçaabat Sebatspor, wiosną 2004 – w Moroce Swallows, a jesienią 2004 – w Avendale Athletic. Z kolei wiosną 2005 był piłkarzem Maritzburga United. W 2006 roku trafił do Wietnamu i występował w tamejszym An Giang. Z kolei w latach 2006–2008 grał w malezyjskim Sabah FA, w którym zakończył karierę.
| Sezon   | Klub               | Kraj              | Rozgrywki             | Mecze | Bramki |
| ------- | ------------------ | ----------------- | --------------------- | ----- | ------ |
| 1996/97 | Kaizer Chiefs      | Południowa Afryka | Premier Soccer League | ?     | ?      |
| 1997/98 | Orlando Pirates    | Południowa Afryka | Premier Soccer League | 28    | 6      |
| 1998/99 | Orlando Pirates    | Południowa Afryka | Premier Soccer League | 27    | 3      |
| 1999/00 | Gençlerbirliği SK  | Turcja            | Süper Lig             | 13    | 0      |
| 1999/00 | MKE Ankaragücü     | Turcja            | Süper Lig             | 12    | 0      |
| 2000/01 | MKE Ankaragücü     | Turcja            | Süper Lig             | 25    | 3      |
| 2001/02 | Orlando Pirates    | Południowa Afryka | Premier Soccer League | 7     | 0      |
| 2002/03 | City Sharks        | Południowa Afryka | Premier Soccer League | 14    | 1      |
| 2003/04 | Akçaabat Sebatspor | Turcja            | Süper Lig             | ?     | ?      |
| 2003/04 | Moroka Swallows    | Południowa Afryka | Premier Soccer League | 3     | 0      |
| 2004/05 | Avendale Athletic  | Południowa Afryka | Mvela League          | 6     | 0      |
| 2004/05 | Maritzburg United  | Południowa Afryka | Mvela League          | 8     | 0      |
| 2006    | An Giang           | Wietnam           | V-League              | ?     | ?      |
| 2006/07 | Sabah FA           | Malezja           | Super League Malaysia | ?     | ?      |
| 2007/08 | Sabah FA           | Malezja           | Super League Malaysia | ?     | ?      |

## Kariera reprezentacyjna
W reprezentacji Republiki Południowej Afryki Ngobe zadebiutował w 1996 roku. W 1997 roku zagrał we 2 meczach Pucharu Konfederacji 1997: z Czechami (2:2) i ze Zjednoczonymi Emiratami Arabskimi (0:1). W 1998 roku wywalczył wicemistrzostwo Afryki podczas Pucharu Narodów Afryki 1998. Na tym turnieju zagrał trzykrotnie: z Wybrzeżem Kości Słoniowej (1:1), z Namibią (4:1) i półfinale z Demokratyczną Republiką Konga (2:1). Z kolei w 2000 roku podczas Pucharu Narodów Afryki 2000 wystąpił w 5 meczach: z Gabonem (3:1), z Demokratyczną Republiką Konga (1:0), z Algierią (1:1), ćwierćfinale z Ghaną (1:0) i półfinale z Nigerią (0:2). RPA na tym turnieju zajęła 3. miejsce. W 2000 roku Ngobe zagrał również na Igrzyskach Olimpijskich w Sydney. Od 1996 do 2001 roku rozegrał w kadrze narodowej 32 mecze i strzelił 2 gole.